# Premier amendement de la Constitution d'Irlande
Cet article traite du Premier amendement de la Constitution irlandaise. Pour les autres significations, voir Premier amendement (homonymie) et Amendement (Constitution).
Le Premier amendement de la Constitution de l'Irlande devint effectif par le First Amendment of the Constitution Act, 1939, et a été signé le 2 septembre 1939. Son but était d'étendre la définition constitutionnelle de l'expression « temps de guerre » pour inclure une période dans laquelle une guerre se produit sans pour autant que l'État y participe. Le but de cet amendement était d'autoriser l'usage par le gouvernement de l'état d'urgence durant la Seconde Guerre mondiale (appelé en Irlande L'Urgence), en dépit du fait que l'État était officiellement neutre. L'amendement signifie que l'état peut exercer les pouvoirs issus de l'état d'urgence dès que l'Oireachtas (le Parlement) déclare "l'urgence nationale".

## Texte
Le texte initial est le suivant :
Nothing in this Constitution shall be invoked to invalidate any law enacted by the Oireachtas which is expressed to be for the purpose of securing the public safety and the preservation of the State in time of war or armed rebellion, or to nullify any act done or purporting to be done in time of war or armed rebellion in pursuance of any such law.
L'ajout fait par au texte initial par l'amendement est le suivant :
In this sub-section 'time of war' includes a time when there is taking place an armed conflict in which the State is not a participant but in respect of which each of the Houses of the Oireachtas shall have resolved that, arising out of such armed conflict, a national emergency exists affecting the vital interests of the State and 'time of war or armed rebellion' includes such time after the termination of any war, or of any such armed conflict as aforesaid, or of an armed rebellion, as may elapse until each of the Houses of the Oireachtas shall have resolved that the national emergency occasioned by such war, armed conflict, or armed rebellion has ceased to exist.

## Contexte
L'article 28 de la Constitution accorde de larges pouvoirs à l'État en cas d'urgence, mais, sous sa forme de 1937, l'article ne pouvait être invoqué que pendant « un temps de guerre ou de rébellion armée ». Le Premier Amendement fut fait pour clarifier la définition de « temps de guerre » qui désigne une guerre dans laquelle l'État n'est pas obligatoirement partie.
L'amendement a été présenté par le gouvernement Fianna Fáil de Éamon de Valera. Contrairement aux amendements qui suivront, les premier et second amendements n'ont pas été soumis à référendum, car, selon les termes des Provisions transitoires de la Constitution, durant la période initiale de 1937-1941, les amendements constitutionnels pouvaient être effectif par un simple acte de l'Oireachtas.